# باوليش
باوليش هي قرية تقع في إقليم أراد في رومانيا. تبعد عن أراد 25 كم.

## السكان
حسب إحصائيات 2002 بلغ عدد سكان القرية 4,148 نسمة.